# Богословка (Мазановский район)
В Ивановском районе Амурской области тоже есть село Богословка.
Богосло́вка — село в Мазановском районе Амурской области России. Административный центр Богословского сельсовета.

## География
Село Богословка стоит на левом берегу реки Селемджа.
Через Богословку проходит автодорога областного значения, соединяющая город Свободный и посёлка Серышево с «северным» Селемджинским районом.
Село Богословка расположено к северо-востоку от районного центра Мазановского района села Новокиевский Увал, расстояние (через Козловку, Таскино, Путятино и Пионерский) — 32 км.
От Богословки на северо-восток (вверх по левому берегу Селемджи) идёт дорога к административному центру Угловского сельсовета селу Угловое.

## Население
| 2002 | 2010 | 2012 | 2013 | 2014 | 2015 | 2016 |
| ---- | ---- | ---- | ---- | ---- | ---- | ---- |
| 271  | ↘270 | ↘267 | ↘258 | ↘249 | ↗250 | ↘239 |
| 2017 | 2018 |      |      |      |      |      |
| ↗242 | ↘235 |      |      |      |      |      |

## Улицы
| - ул. Зелёная, - ул. Луговая, | - ул. Молодёжная, - ул. Набережная. |